# Stephen Graham
Stephen Joseph Graham (sinh ngày 3/8/1973) là nam diễn viên người Anh. Anh nổi tiếng với vai Andrew "Combo" Gascoigne trong phim This Is England (2006) và các phần tiếp theo This Is England '86 (2010), This Is England '88 (2011), This Is England '90 (2015). Các vai diễn điện ảnh nổi bật khác của anh có thể kể đến như: Tommy trong Snatch (2000), Shang trong Gangs of New York (2002), Baby Face Nelson trong Public Enemy (2009), Anthony "Tony Pro" Provenzano trong The Irishman (2019).

## Thời thơ ấu
Stephen Joseph Graham sinh ngày 3 tháng 8 năm 1973 tại Southdene, Kirkby, Lancashire. Khi còn nhỏ, anh sống cùng với mẹ, một nhà hoạt động xã hội và cha dượng, một thợ cơ khí (sau này làm nghề y tá nhi khoa). Cha ruột anh là người lai Jamaica - Thụy Điển.

## Danh sách phim

### Điện ảnh
| Năm  | Tên                         | Vai                           | Ghi chú                                                                             |
| ---- | --------------------------- | ----------------------------- | ----------------------------------------------------------------------------------- |
| 1990 | Dancin' Thru the Dark       | Cậu bé chơi bóng              |                                                                                     |
| 1991 | Blonde Fist                 | Son                           |                                                                                     |
| 1997 | Downtime                    | Jacko                         |                                                                                     |
| 1998 | Joint Venture               | Ace                           | Phim ngắn                                                                           |
| 2000 | Snatch                      | Tommy                         |                                                                                     |
| 2001 | Blow Dry                    | Nhiếp ảnh gia                 |                                                                                     |
| 2001 | The Last Minute             | DJ Banana                     |                                                                                     |
| 2019 | Hellboy                     | Gruagach                      | Lồng tiếng                                                                          |
| 2019 | Rocketman                   | Dick James                    |                                                                                     |
| 2019 | The Irishman                | Anthony "Tony Pro" Provenzano | Đề cử - Giải SAG cho phần trình diễn nổi bật của đoàn diễn viên trong phim điện ảnh |
| 2019 | Boiling Point               | Đầu bếp                       | Phim ngắn                                                                           |
| 2019 | Pop                         | Pop                           |                                                                                     |
| 2021 | Venom: Let There Be Carnage |                               | Hậu kỳ                                                                              |
| TBA  | Greyhound                   |                               | Hậu kỳ                                                                              |